# Tact
Tact wordt in het algemeen gedefinieerd als een "gevoel voor hetgeen in een situatie passend is" en een "bekwaamheid om in het maatschappelijk verkeer op de juiste, gepaste of gewenste wijze op te treden". Tact is een deugd die erg van pas komt in de diplomatie.